# Narcissus (död 54 e.Kr.)
Narcissus, död 54 e.Kr., var en slav som blev frigiven av kejsar Claudius och därefter var dennes rådgivare. Agrippina den yngre lät avrätta honom efter Claudius död.
Narcissus utövade stort inflytande över Claudius och skaffade en enorm personlig förmögenhet på 400 miljoner sestertier. År 43 representerade han Claudius i Gallien, övervakade arméns avtågande för invasionen av Britannien, vars militära framgång var grunden för Claudius fortsatta popularitet. Narcissus samarbetade med Claudius tredje hustru, Messalina, för att skydda Claudius. År 48 gifte sig Messalina med sin älskare, konsuln Gaius Silius. Narcissus informerade Claudius, som blev chockad och förvirrad, och Narcissus lät avrätta de älskande. För sin tjänst till kejsaren fick han rätt att bära en quaestors ämbetsdräkt.